# جراثيم الطحالب
جراثيم الطحالب المعروفة باسم ذيل الطحلب، هي طحالب بنية صغيرة موجودة في المحيط الهندي والمحيط الهادئ والمحيط الأطلسي والبحر الأبيض المتوسط. يسكن في نطاق شاطئي عادةً برواسب من الطين أو الرمل. تشمل الموائل الأخرى الصخور وشظايا الصدفة في المروج الضحلة تحت السواحل، ومروج الأعشاب البحرية، وجذور المنغروف والشعاب المرجانية في المسطحات الجزرية.

## الوصف
جراثيم الطحالب عبارة عن طحلب بني صغير مميز يصل قطره إلى 10 سم (4 بوصات). السعف القديمة أكثر سمكًا، مقعرة على شكل مروحة أو على شكل قمع، مع هوامش مفصصة. يحتوي السطح الخارجي (السفلي) على صفوف متحدة المركز من الشعر الصغير الناعم ومربوط بمناطق زيتية لونها أخضر، شاحب وبني داكن، بينما السطح الداخلي (العلوي) مغطى بطبقة رقيقة من الوحل.

## الإنتشار
تنتشر هذه الأعشاب البحرية على نطاق واسع في شمال شرق المحيط الأطلسي، والبحر الأبيض المتوسط، وجنوب المحيط الأطلسي، والمحيط الهندي والمحيط الهادي. الجزر البريطانية هي أقصى حدودها الشمالية في المحيط الأطلسي، وتوجد على الساحل الجنوبي لأيرلندا، في بيمبروكشاير وعلى الساحل الجنوبي لإنجلترا. ينمو في أحواض في المنطقة الساحلية وفي المنطقة الضحلة تحت السواحل. ينمو عادةً حيث توجد رواسب رملية أو طينية أو طينية في أحواض شاطئية أسفل منحدرات الحجر الطيني والحجر الرملي. تشمل الموائل الأخرى جذور المنغروف والصخور وقطع الصدف ومروج الأعشاب البحرية والشعاب المرجانية على المسطحات في منطقة المد والجزر السفلى.

## البيئة
تتضمن دورة حياة هذه الأعشاب البحرية التكاثر الجنسي والتكاثر اللاجنسي لإنتاج جراثيم الطحالب. في بريطانيا تموت السعف مرة أخرى في الشتاء وتنبت جذور جذورها في أوائل الصيف، منتجة سعفًا جديدًا. بعد حوالي عشرين يومًا تنضج ويبلغ طولها 20 مم (0.8 بوصة) أو أكثر، بحلول الوقت الذي يصل فيه طول السعفة إلى 50 مم (2.0 بوصة)، ستكون قد أنتجت ستة إلى اثني عشر جيلًا من جراثيم الطحالب. في بريطانيا يبدو أن جراثيم الطحالب تتكاثر بشكل لاجنسي تمامًا ولكن في أجزاء أخرى من نطاق الأعشاب البحرية، يمكن أن تكون جراثيم الطحالب إما ذكرًا أو أنثى، وتنتج الطور المشيجي الذي يطلق الأمشاج في البحر.

## الاستخدامات البشرية
تم العثور على مقتطفات من هذه الأعشاب البحرية ليكون لها نشاط مضاد للسرطان وتسمم الخلايا السرطانية. على سبيل المثال يُظهر المستخلص العضوي سمية لخط خلية سرطان البشرة الشرياني الفموي مع جرعة معدية دنيا تبلغ 6.5 ميكروغرام / مل. أظهر مستخلص بنزين من الأعشاب البحرية فعاليته في السيطرة على بقعة القطن الحمراء (هو نوع من فصيلة البق )، وهي آفة تصيب محاصيل القطن، وتقتل كل من البيض والحوريات.